# Laszki
Laszki est une gmina rurale du powiat de Jarosław, Basses-Carpates, dans le sud-est de la Pologne. Son siège est le village de Laszki, qui se situe environ 16 km à l'est de Jarosław et 65 km à l'est de la capitale régionale Rzeszów.
La gmina couvre une superficie de 137,85 km2 pour une population de 6 976 habitants.

## Géographie
La gmina inclut les villages de Bobrówka, Bukowina, Charytany, Czerniawka, Korzenica, Laszki, Miękisz Nowy, Miękisz Stary, Tuchla, Tuchla-Osada, Wietlin, Wietlin Pierwszy, Wietlin Trzeci, Wietlin-Osada et Wysocko.
La gmina borde les gminy de Jarosław, Oleszyce, Radymno, Wiązownica et Wielkie Oczy.